# Volcanisme sur Vénus

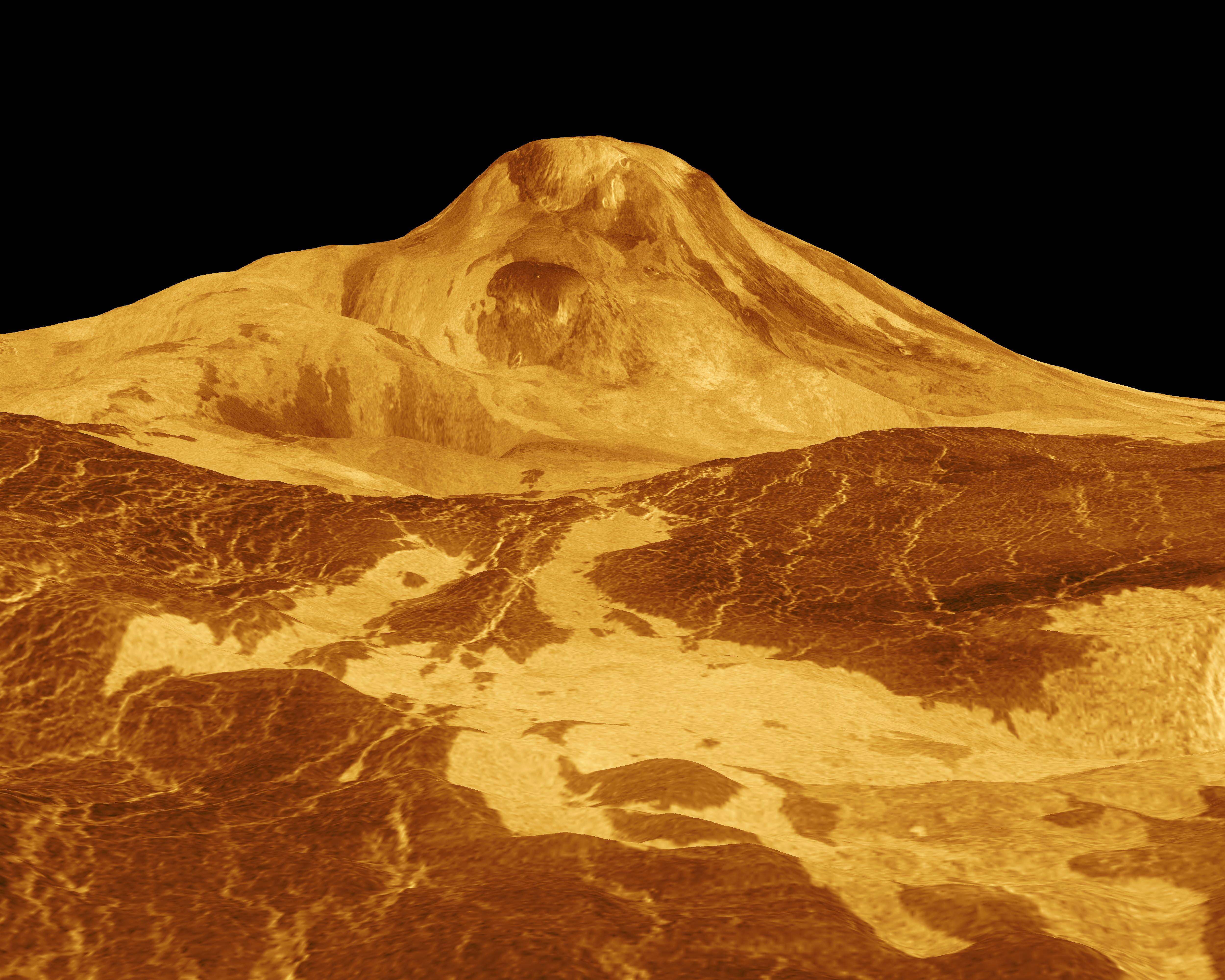
Le volcan Maat Mons, haut de 8 km. Reconstitution en trois dimensions du Maat Mons à partir des données radar et altimétrique de la sonde Magellan. L'amplitude des reliefs est exagérée 22,5 fois.

La surface de Vénus est dominée par un intense volcanisme, et comporte plus de volcans que les autres planètes du système solaire. Elle a une surface composée à 90 % de basalte, et environ 80 % de la planète est constitué d'une mosaïque de roches volcaniques et de plaines de lave, indiquant que le volcanisme a joué un rôle majeur dans l'élaboration de sa surface. 

Les scientifiques pensent que la planète a dû connaitre un grand évènement de resurfaçage (renouvellement quasi complet de sa surface) il y a environ 300 ou 500 millions d'années, d'après la densité des cratères d'impact sur la surface. L'absence de tectonique des plaques suggère que la chaleur s'accumule périodiquement sous la croûte. Lorsque la pression devient trop forte, toutes les quelques centaines de millions d'années, la planète entre en éruption généralisée, libérant d'énormes quantités de lave, entrainant alors le renouvellement de la surface,.
Même s'il y a plus de 1 600 principaux[pas clair] volcans sur Vénus, aucun n'était connu pour être en éruption actuellement ; la plupart sont depuis longtemps éteints. Le plus haut volcan de la planète est le Maat Mons, dont aucune éruption n'a été confirmée. Toutefois en 2015, des observations détaillées de la sonde européenne Venus Express ont apporté la preuve de points chauds actifs et de coulées de lave à plus de 800 °C dans la région de Ganis Chasma ; les fortes variations du dioxyde de soufre atmosphérique sont attribuables à un important volcanisme. En 2023, un réexamen des images acquises par la sonde Magellan révèle par ailleurs la survenue d'une éruption volcanique entre février et octobre 1991,.

## Mise en évidence
En 1991, les radars de la sonde Magellan ont révélé une topographie caractéristique (boucliers, caldeiras, coulées solidifiées) et une relative absence de cratères, preuve d'une activité volcanique majeure sur Vénus il y a moins de 500 millions d'années.
En 2010, S. E. Smrekar et ses collègues ont annoncé la découverte de trois volcans récemment en activité (moins de 2,5 millions d'années), dont Idunn Mons qui pourrait avoir des coulées de lave âgées de 10 000 ans, grâce à l'instrument spectro-imageur infrarouge VIRTIS embarqué à bord de la sonde Venus Express.
En 2012, une forte variabilité du dioxyde de soufre atmosphérique, dans le temps et dans l'espace, est mise en évidence à partir des observations des sondes Pioneer en 1970-1980 et de Venus Express. Ces variations ne semblent s'expliquer que par un volcanisme actif ou par des oscillations de l'atmosphère, encore incomprises.

En 2014, la 45e Conférence sur la science lunaire et planétaire a permis de présenter une première observation d'un volcanisme en cours sur la planète. En effet, grâce à sa VMC (Venus Monitoring Camera) et par le biais d'observations effectuées les 22 et 24 juin 2008 puis le 13 octobre de la même année, la sonde européenne Venus Express aurait détecté des taches brillantes et éphémères dans la région de Ganis Chasma. Il s'agit d'un réseau de fractures jouxtant la plaine de Ganiki, et situé non loin des grands volcans Ozza Mons et Maat Mons. Réalisées à une longueur d'onde d'un micromètre, ces détections mettent en évidence des températures au sol anormalement élevées, au sein d'un rift localisé dans une région assez jeune, pouvant être dues à une éruption ou une coulée de lave. La nature de ces taches n'a toutefois pas été formellement identifiée, celles-ci pouvant également être dues à l'atmosphère de la planète.
En juin 2015, Vénus devient officiellement la deuxième planète active du système solaire. En reprenant les données de 2008 de l'instrument VIRTIS embarqué à bord de Vénus Express, une équipe allemande apporte la preuve d'un volcanisme en cours sur la planète. Leur article détaille l’observation de trois points chauds à nouveau dans la région de Ganiki Chasma. Cette fois-ci, les contributions infrarouge en provenance du sol et celles en provenance des nuages sont correctement distinguées. Les points chauds découverts sont présents sur plusieurs enregistrements, ce qui exclut un artefact aléatoire de mesure ou un phénomène atmosphérique. Très supérieure à celle du sol (460 °C en moyenne), la température des points chauds s'élève à 830 °C. Sur Terre les coulées de lave ont une température comprises entre 700 et 1 200 °C.

## Caractéristiques
La surface de Vénus possède :

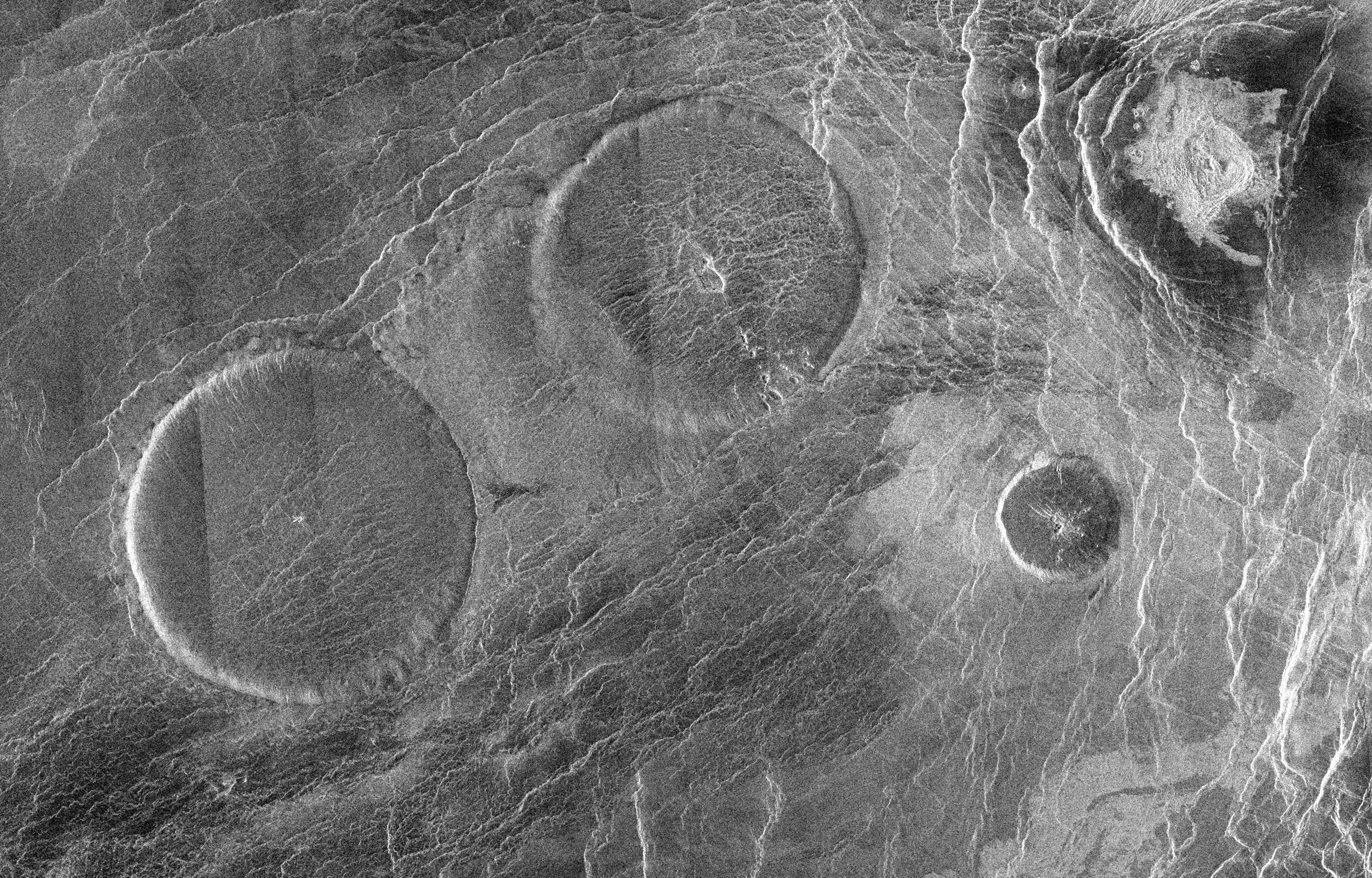
Image radar sur 65 km de large de dômes en crêpes dans la région Eistla.

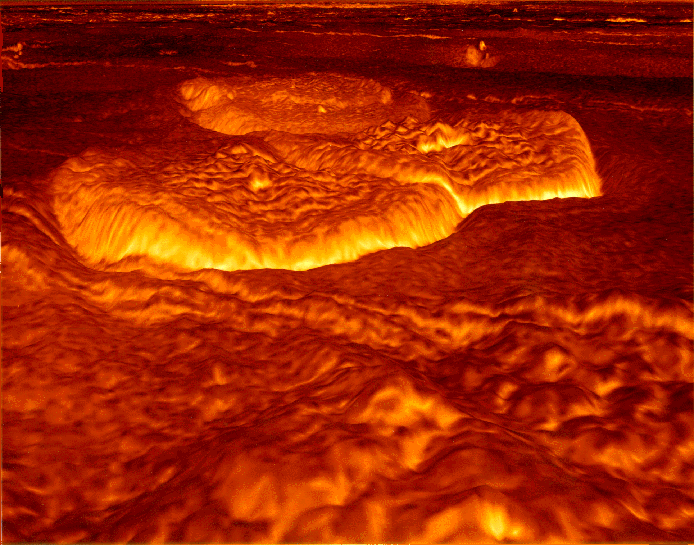
Vue en perspective par ordinateur de dômes en crêpe sur Vénus (Alpha Regio).

- des volcans boucliers. Sur Vénus, où il n'y a pas de plaques tectoniques ou de l'eau de mer, les volcans sont de type bouclier. Néanmoins, la morphologie des volcans boucliers de Vénus est différente : sur la Terre, les volcans boucliers peuvent mesurer quelques dizaines de kilomètres de large et jusqu'à 10 kilomètres de haut (dans le cas de Mauna Kea et mesurée à partir du plancher océanique). Sur Vénus, ces volcans peuvent couvrir des centaines de kilomètres, mais ils sont relativement plats, avec une hauteur moyenne de 1,5 kilomètre ;
- des coulées de lave généralisée (plaines de laves) ;
- des volcans inhabituels appelés farra et plus familièrement pancakes (« galettes »), par référence aux épaisses crêpes américaines. C'est une forme de volcanisme typique de Vénus. Il s'agit de dômes en forme de galettes, de 25 km de diamètre environ, pour une altitude assez uniforme de 750 m au maximum. Ils auraient été formés par des éruptions de lave visqueuse, ne pouvant s'écouler loin du volcan, riche en silice, sous la forte pression atmosphérique de Vénus, peut-être au cours de plusieurs éruptions successives, chacune augmentant un peu l’altitude, et obstruant la cheminée ;
- des couronnes ou coronae. C'est un mot créé par des chercheurs soviétiques, pour désigner des structures elliptiques observées sur les images des sondes Venera 15 et 16. Le centre est plus ou moins irrégulier. Il est cerné par des anneaux concentriques de rides séparées par des sillons. On peut compter jusqu'à 12 rides autour d'une corona. Ce sont des structures typiques de Vénus, rares dans les basses terres, fréquentes dans les plaines vallonnées. On a recensé 176 coronae, dont les diamètres vont de 60 à 2 000 km, le diamètre moyen étant de 250 km, et couvrant 49 000 km2. La largeur de l'anneau va de 10 à 150 km. Les coronae sont assez bien réparties sur la planète, mais avec tout de même un regroupement entre Aphrodite Terra (Atla Regio) et le groupe Beta, Phoebe et Themis Regiones[14] ;

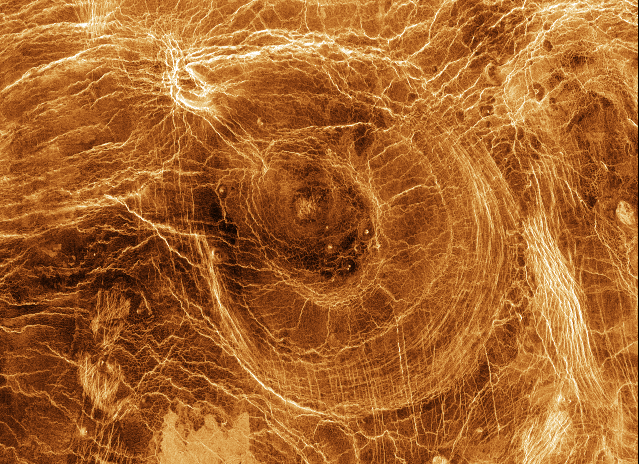
Arachnoïdes à la surface de Vénus.
- d'autres caractéristiques uniques de la surface de Vénus, les novas (novae) (réseaux radiaux de dykes ou grabens) et les arachnoïdes (structures analogue à la précédente : la croûte se fracture autour d'une corona, en de nombreux grabens radiaux). Une nova est formée lorsque de grandes quantités de magma sont extrudées sur la surface pour former des crêtes et des tranchées qui sont très réfléchissantes pour les radars. Elles forment un réseau symétrique autour d'un point central d'où la lave émerge, et où il peut y avoir une dépression causée par l'effondrement de la chambre magmatique. Les arachnoïdes (dont le diamètre peut atteindre plusieurs centaines de km) sont ainsi nommés parce qu'ils ressemblent à une toile d'araignée, avec plusieurs ovales concentriques entourés par un réseau complexe de fractures radiales similaires à ceux d'une nova. On ne sait pas si celles-ci partagent une origine commune, ou sont le résultat de différents processus géologiques ;
- Des « tick-like », appelés aussi en anglais scalloped margin domes, des structures qui ne sont pas présentes sur la Terre. Ils sont communément appelés « tiques », car ils apparaissent comme des dômes avec de nombreuses pattes. Ils sont considérés comme ayant subi des mouvements tels que les glissements de terrain. Parfois, des dépôts de débris sont dispersés autour d'eux.

## Relevé quantitatif
Une analyse préliminaire des données de la sonde Magellan, couvrant plus de 90 % de la surface, donne le décompte suivant :
- plus de 550 zones de boucliers (des groupes de petits volcans, de diamètre inférieur à 20 km) ;
- 274 volcans de taille intermédiaire (entre 20  et   100 km de diamètre), de morphologies variées ;
- 156 volcans de diamètre supérieur à 100 km ;
- 86 structures caldériques (indépendamment de celles qui sont associées à des volcans-boucliers), de diamètre généralement compris entre 60  et   80 km ;
- 175 coronae ;
- 259 arachnoïdes ;
- 50 novae, c'est-à-dire des groupes de fractures disposées radialement (en forme d'étoile sur les images radar) ;
- 53 champs de lave ;
- 50 chenaux de lave sinueux, tous longs d'au moins 100  à   1 000 km (correspondant sans doute à des laves plus fluides, peut-être des laves ultramafiques).